# St-Isidore (Elange)

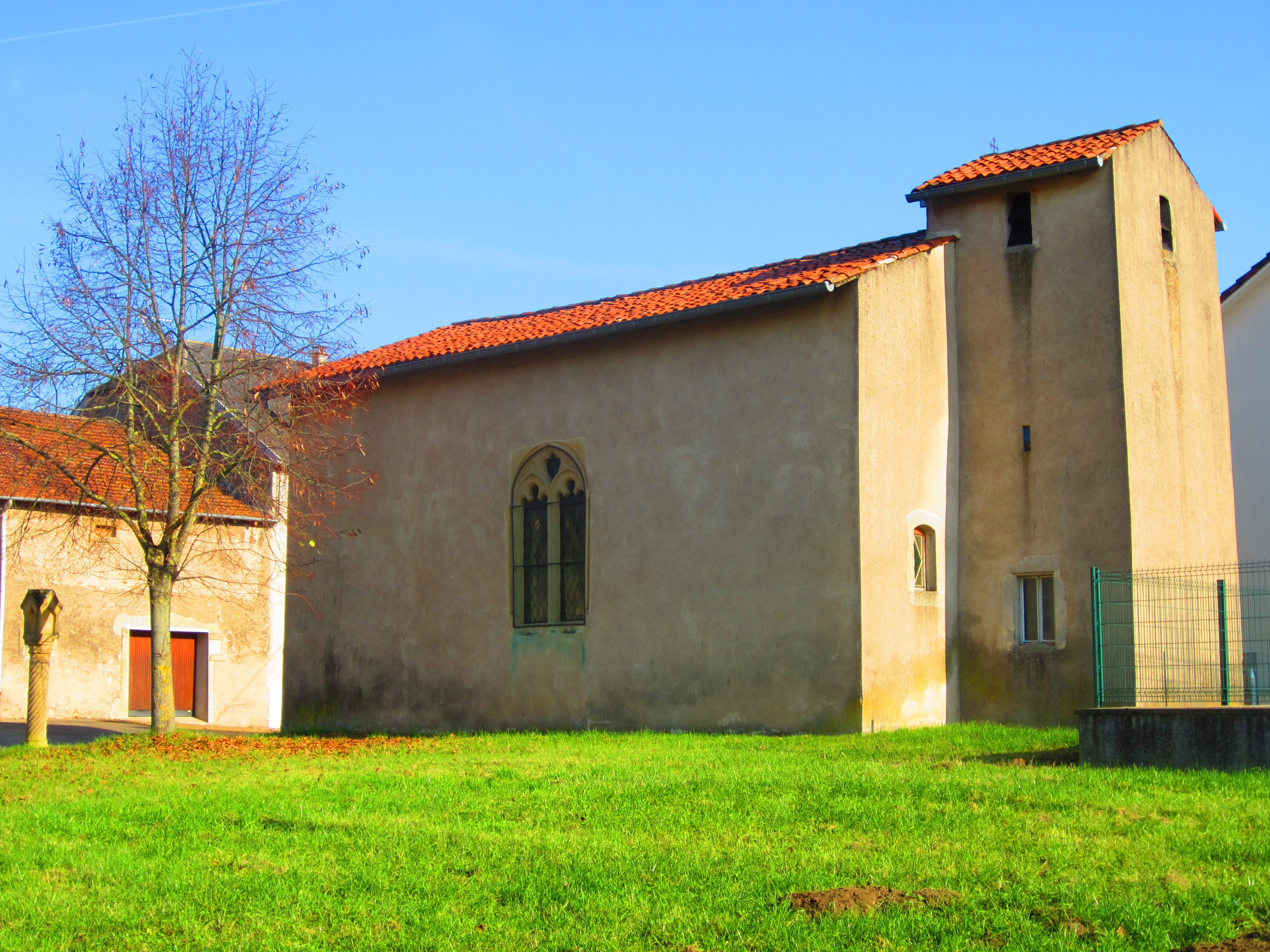
St-Isidore

St-Isidore ist eine römisch-katholische Filialkirche in Elange, einem Ortsteil von Thionville im Departement Moselle in Frankreich. Die Kirche ist eingetragen im Verzeichnis des kulturellen Erbes in Frankreich.

## Geschichte
Im Jahr 1726 erwirkten die bislang bei St-Jean-Baptiste in Volkrange eingepfarrten Einwohner von Elange die bischöfliche Erlaubnis zur Errichtung einer örtlichen Kapelle, die im darauffolgenden Jahr dem Heiligen Isidor geweiht wurde. Möglicherweise ging der Kapelle ein älteres Gebäude voraus, da sich in den beiden Langhauswänden jeweils ein in die Zeit um 1500 datiertes gotisches Maßwerkfenster befindet. Möglicherweise entstammen die Fenster auch einem unbekannten Gebäude und wurden hier zweitverwendet. 1747 wurde der Choranschlussturm errichtet. Somit folgte man der in Lothringen verbreiteten Tradition von Dorfkirchen mit Ostturmanlagen. 1804 wurde St-Isidore Filiale von St-Pierre in Veymerange.